# Air Condal
Air Condal fue una aerolínea española, con sede en Palma de Mallorca.
Realizaba las rutas entre Baleares y la costa del levante español, así como ciudades del sur de Francia. Posteriormente, lo hace entre diferentes ciudades andaluzas. Se fundó en 1983 y cesó operaciones en 1985. 

## Historia
Fundada en 1984 por José Francisco Ibáñez y la compañía Danair, Air condal fue una de las compañías intentaron introducirse en el mercado del tercer nivel en 1983, cesó operaciones en 1985. 

## Flota
Dos aviones alquilados a DanAir: Hawker Siddeley HS 748 y Britten-Norman Islander.